# Dinocheirus uruguayanus
Espèce
Dinocheirus uruguayanus est une espèce de pseudoscorpions de la famille des Chernetidae.

## Distribution
Cette espèce est endémique d'Uruguay. Elle se rencontre dans la grotte Gruta de Arequita à Minas.

## Étymologie
Son nom d'espèce lui a été donné en référence au lieu de sa découverte, l'Uruguay.

## Publication originale
- Beier, 1970 : Trogloxene Pseudoscorpione aus Sudamerika. Anales de la Escuela Nacional de Ciencias Biologicas, México, vol. 17, p. 51-54.